# Astronidium bracteatum
Astronidium bracteatum är en tvåhjärtbladig växtart som beskrevs av J.F. Maxwell. Astronidium bracteatum ingår i släktet Astronidium och familjen Melastomataceae. Inga underarter finns listade i Catalogue of Life.